# Ganguro

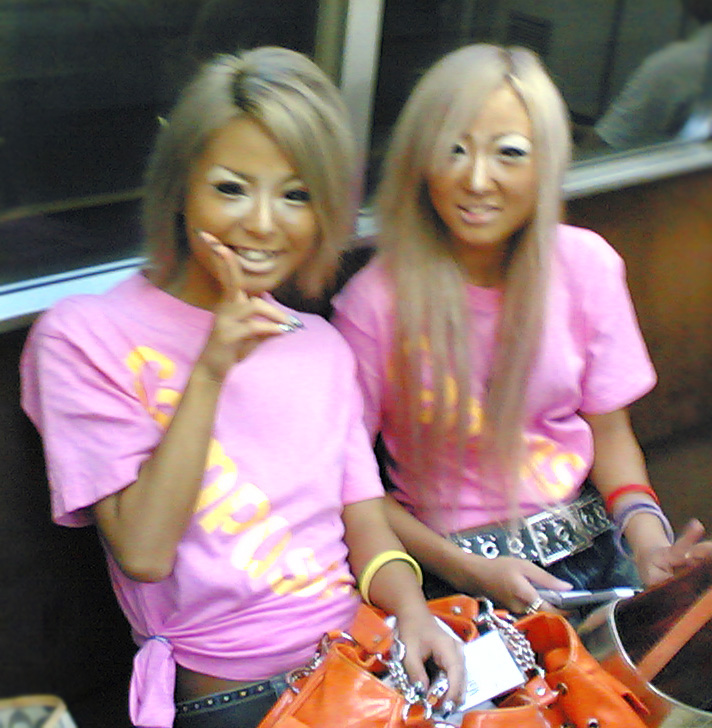
Duas ganguro no metrô

Ganguro (Kanji: 顔黒; Hiragana: がんぐろ; Katakana: ガングロ; literalmente, "Cara preta") é uma moda japonesa envolvendo principalmente o branqueamento dos cabelos chapatsu. Atingiu seu pico no final da década de 1990 e no início da década de 2000. Seu centro geográfico está localizado nos distritos de Shibuya e Ikebukuro de Tóquio. Uma ganguro é uma menina com pele bronzeada e cabelo loiro brilhante.

## Características
Foi em 1971 que surgiu as primeiras ganguro com a pele queimada pelos raios UV e os cabelos descoloridos que pareciam ser uma provocação à tez branca e aos cabelos das mulheres japonesas tradicionais. Vindo de um movimento mais antigo - o das gyaru que já se opunha à imagem da mulher na sociedade japonesa - esse fenômeno da moda visa chocar, uma meta que parece alcançada. Assim, muitos japoneses adultos consideram o comportamento ultrajante desses jovens adolescentes inaceitável e o consideram perigoso para a sociedade. Na verdade, se esse movimento é muito criticado, não é tanto pela extravagância visual dessas meninas, mas pela mensagem rebelde que parecem encarnar; sob sua insolência, muitos as vêem como o símbolo do desligamento da geração jovem em relação à pátria e seus valores. Além disso, muitos homens consideram prejudicial o comportamento excessivo das jovens ganguro.